# タイタニア
『タイタニア』は、田中芳樹の長編スペースオペラ小説。またこれを原作とするアニメ、漫画の関連作品。

## 概要
1988年に徳間書店から新書（トクマ・ノベルズ）で第1巻を刊行したが、1991年に第3巻まで刊行されたところで中断した。20年以上間をおいて、2013年9月に4巻が発売された。この間、スクウェア・エニックス社EXノベルズから再刊、さらに2008年9月からはアニメ放送と連動して講談社文庫にて新装版が刊行され、放映終了後の2010年4月にはこの3作品をまとめてアニメ版第1話DVDをつけた初回限定版が講談社ノベルスから刊行された。
『月刊少年シリウス』2008年5月号から2011年12月号まで漫画版が連載された（画：ガンテツ）。テレビアニメは2008年10月より2009年3月までNHK-BS2で放送されその後、NHK総合テレビにて2009年4月から放送された。
2009年3月、『衛星アニメ劇場』に田中芳樹がゲストで登場し、続編の執筆を宣言した。2010年4月に刊行されたアニメDVD付き初回限定版『タイタニア』の著者特別寄稿でも続編執筆を宣言し、第4巻の副題は「烈風篇」であると述べた。田中は漫画版単行本の最終9巻（2011年12月刊）にも寄稿し、翌年（2012年）には原作新刊の執筆予定があることを述べている。「烈風篇」は、2013年6月3日に脱稿、同年9月25日に講談社ノベルスから刊行された。講談社ノベルス版「烈風篇」の巻頭には、アニメ版の監督を務めた石黒昇への献辞が掲げられている。「烈風篇」の脱稿後に執筆が始まった『アルスラーン戦記』を脱稿した後、『タイタニア』の最終巻である第5巻の執筆に移る予定であることが発表され、2015年2月5日に「凄風篇」として最終巻が発売された。2015年1月時点で累計部数は1500万部を記録している。
完結後にkikubonにて岸尾だいすけの朗読で全巻オーディオブック化された。

## あらすじ
広大な宇宙に進出した人類は多数の星間国家を築いたが、その大半は実質的にタイタニア一族の支配下にあった。星暦446年、宇宙都市国家エウリヤはある権益を巡るトラブルからタイタニアの攻撃を受けるが、タイタニア五家族当主の一人アリアバート公爵率いる強大な宇宙艦隊を、意外にも撃退してしまう。だが、タイタニアを破った司令官ファン・ヒューリックは、タイタニアとの裏交渉を画策していた市長の忌避を買ってエウリヤを追われる。ファン・ヒューリックを迎え入れるか、さもなくば抹殺しようとするタイタニア、反タイタニア勢力の双方による争奪の末、ファン・ヒューリックは宇宙海賊「流星旗軍（ブレイズ・フラッグ）」の一派の中核としてタイタニアと戦うことになる。ファン・ヒューリック一党はタイタニア一族のアルセス伯爵を殺害し、その兄で五家族当主の一人ザーリッシュ公爵の艦隊を惑星バルガシュで壊滅させた上、ザーリッシュその人も殺害する。さらに、アリアバートとの再戦でもこれを討ち破る。
そうしたさなか、タイタニアの本拠地「天の城（ウラニボルグ）」で、タイタニア一族の長である無地藩王アジュマーンの暗殺未遂事件が起こる。これを巡ってタイタニアに内紛が生じ、アリアバートとジュスランの両公爵の艦隊と「天の城」を総べるイドリス公爵のタイタニア当主同士の戦いとなり、ファン・ヒューリック一党もこれに巻き込まれていく。アリアバートの指揮で勝利を目前にして、藩王の命で停戦となるが、藩王の姦計でアリアバートは謀殺される。乱戦の末、「天の城」は崩壊し、藩王とイドリス、ジュスランとの直接対決の結果、藩王も当主たちも姿を消し、強大であったタイタニアは自壊に至り、人類宇宙は後に「大空位時代（ザマーナ・マサフィン）」と呼ばれる時を迎える。

## 登場人物
ジュスラン・タイタニア
四公爵の1人。主に政治・外交を担当する。
アリアバート・タイタニア
四公爵の1人。主に軍事を担当する。バランスの取れた人物。
ザーリッシュ・タイタニア
四公爵の1人。主に軍事を担当する。猛将。
イドリス・タイタニア
四公爵の1人。主に内政を担当する。四公爵の中では次期藩王への意欲が最も強い。
アジュマーン・タイタニア
当代の無地藩王。
アルセス・タイタニア
ザーリッシュの弟。伯爵。
ファン・ヒューリック
不本意ながら軍人となったタイプであるが、その軍事的才能から反タイタニアの中心人物となる。

## 登場勢力
原作にない設定については個別に標記する。

### タイタニアとその属国
タイタニア
先祖は星間都市連盟の要人だったが、星暦228年、一族全員が莫大な資産を手にヴァルダナ帝国へ亡命、形式的には帝国の一貴族となった。翌年、連盟軍との間のブラウンワルト星域の会戦に圧勝、やがてヴァルダナ帝国の実権を握り、人類宇宙を牛耳る最強の一族となる。当主ネヴィルは封土の下賜を固辞し、藩王の位のみを授かり「無地藩王（ラントレス・クランナー）」と呼ばれることになる。第2代無地藩王ヌーリィの5人の子がそれぞれに一家を立て、その一族の中から代々の無地藩王が選ばれている。
本拠地はヴァルダナ帝国主星リュテッヒの衛星軌道上にある人工天体「天の城（ウラニボルグ）」。国家権力そのものに執心しないが、一族の安泰と経済利権確保のためなら政治や軍を動かすことにためらいはなく、逆らうものは国でも個人でも容赦なく潰される。反面、忠実で有能な人物であれば出自を問わず厚遇する鷹揚さを併せ持つ。
家名の由来は妖精の女王タイターニアから。「この世のどこにも存在しない姓」として元の姓から改めた。自分たちは俗人の王族よりさらに高い存在だ、という一族の誇りが現われている。旗下に10万隻余の艦隊戦力を配備している。
勢力下の国家群は直接的に支配するのではなく、軍事力と有り余る資金によって、傀儡政権による間接統治、大手企業の株式の買い占め、将来の技術の中核になるような技術の買収、星間航路の安全確保、希少資源の独占、などの手段によって実質的に支配し、莫大な富を得ている。
反抗さえしなければ一方的な収奪や弾圧、苛政が行われるわけではないため、一般市民はタイタニアによる支配を甘受し、当たり前のものとしている。
ヴァルダナ帝国
かつては星間都市連盟の最大の敵であったが、勢力差は歴然としており、かなり差をつけられての2番手に甘んじていた。上述のように、連盟の有力者であるタイタニア一族の加入により勢力が逆転し、星間国家の最大勢力となるが、その実タイタニアの傀儡となっている。歴代の皇帝や貴族たちは不満を募らせつつも何もできずにいた。
テュランジア公国
タイタニアの属国の一つだが、大公の死と共に反タイタニア派が実権を掌握して反抗、しかしシラクサ星域会戦においてアリアバートに艦隊を撃滅されて平定される。
アニメ版ではジュスランが調停に乗り出すが失敗。
エルビング王国
いくつかの鉱山以外めぼしい産業はない小国。資源が枯渇しており、王位継承問題などの問題が重なり、第二王女がタイタニア（ジュスラン）に借金の申し込みに行き、保護下に置かれている。
アニメ版ではタイタニアから忠誠の証として鉱山を差し出すよう要求され、窮地に陥る。
カサビアンカ公国
ミランダの祖国。30年前にタイタニアによって滅ぼされ、公室は解体した。「正直じいさん」号の内装は公国の高級ホテルを模したもので、船内の「窓」にはカサビアンカの山々の映像が表示されている。
アニメ版ではリラを失ったショックで正直じいさん号を逃げ出したヒューリックが一時期訪れている。後に正直じいさん号に戻ったヒューリックは「エーメンタールよりずっといい星だった」とミランダに語っている。
AJ連合
ウラニボルグに反旗を翻し、手を組んだジュスランとアリアバートの呼称。この呼称はあくまでバルガシュ政府で使用されている。
アニメオリジナル
惑星カガノート
かつて治安もよく栄華を誇っていたが、シラクサ星域会戦以後は星間航路が乱れて流通経路が断たれ、荒廃して見る影もない。物資も乏しくなり物価が高騰、住民達の中にも盗み、タカリも出るようになり、治安も悪化している。
ドールマン率いる「流星旗軍」が本拠地を構えていた。
惑星エスタール
元々は流刑地だった「辺境中の辺境」の砂漠の星。治安は悪く、タイタニアの駐留軍も士気は緩み、上層部は腐敗している。

### その他の国家・組織

#### 星間都市連盟
多数の都市国家からなる勢力。通称「連盟（リーグ）」。この連盟が発足した年（西暦2530年）をもって星暦元年とする。連盟は国家ではないので首都は置かず、1年に1回連盟に参加するどこかの都市が総会を開く「連盟代表都市」となる。また、事務処理のために事務局が置かれ、その長は総会が選出する事務総長が務める。
かつては人類社会の最大勢力であったが、タイタニア一族の離脱により衰退し、かつての余光により何とか勢力を保っている。常備軍は保持せず、会戦前の連盟都市の合議によって連盟軍艦隊の編成人事が組織される仕組み。各都市の艦隊規模によって、都市司令官の階級は大佐クラスから大将クラスまである。
エウリヤ
星間都市連盟所属の宇宙都市国家だが、連盟の非主流派として振る舞っていたことが災いし、タイタニアの侵攻にあたって連盟の援助が得られず、裏でタイタニアと取引する。
アニメでは、イドリスが故意に密約を議会にリークしてエウリヤ国内を混乱させ、さらに市長を暗殺、内乱の勃発に乗じてイドリス指揮下の近衛軍艦隊がエウリヤを掌握した。
以下に4大商館の概略を記述する。商館は星間都市連盟のいわば代表部で、その他の地の惑星国家の連盟代表部は出張所と呼ばれる。
カフィール
連盟の重要な通商・外交拠点である「商館（コントール）」が置かれている4つの惑星国家の一つ。連盟市民の商館長と別に現地人の「総館長」がいる。
エーメンタール
連盟の商館が置かれている惑星国家の一つ。ただし商館と名がつく特定の建物はなく、多くの連盟商人が市内各所に家や事務所などを構えており、そのうち商館長に選ばれた者の事務所等が連絡先となる。惑星の実権はアルセスが握っており、事実上タイタニアの支配下にある。
アニメ版では反タイタニアの地下組織（自由エーメンタール軍など）がいくつも存在すると語られている。
ティロン
連盟の商館が置かれている惑星国家の一つ。地理的には最適な場所であるが、現地人と連盟の関係は悪く、商館は租界のような区画に設けられ、連盟関係者はその中にこもっている。左遷されたバルアミーが赴任した惑星。
バルガシュ
連盟の商館が置かれている惑星国家の一つで、最も辺境にある。空間的な意味での辺境の中心的惑星ではないが、人類の利便的な尺度から言えば辺境惑星の中心的な惑星がバルガシュである。ヒューリックらが潜伏していた。
バルガシュ艦隊がザーリッシュ艦隊を壊滅させたことで、タイタニアがバルガシュ政府に飲めないような賠償を求め、交渉がまとまらずにタイタニアが2万隻の大艦隊で攻めこみ、「いんちき戦争（ポニー・ウォー）」が始まる。バルガシュ政府は、表立っては反タイタニア運動をせず、局外中立を装いつつ裏工作を行い、状況の変化に応じてどちらにつくか決めるつもりであった。
バルガシュ正規軍
総数3,000隻程度。指揮官はトゥルビル少将。ザーリッシュがバルガシュの主権を侵すほどの不法行為を行ったため、腹を立てたトゥルビルをはじめ参謀陣が暴走し、ザーリッシュ艦隊を挑発して戦闘となり、結果としてバルガシュにいたザーリッシュ艦隊を壊滅させた。これがきっかけとなっていんちき戦争が始まる。
バルガシュ宇宙艦隊
いんちき戦争の際、アリアバート艦隊がレーダー上で発見した1,000隻程度の集団。アリアバートが陽動（ファン・ヒューリックの奇計）と判断したため、目視による確認を行っていない。
バルガシュ占領後、タイタニアと流星旗軍が全力を挙げて、この艦隊を捜索したが、以降の存在は確認されていない。バルガシュ政府はタイタニアに対し、政府を見捨てた裏切り者であり、発見し次第タイタニアの手で退治して欲しい、と言っている。
バルガシュ艦隊（ファン・ヒューリック一党）
タイタニアとバルガシュとの戦いが「いんちき戦争」と呼ばれる理由となった艦隊。表向きは、この艦隊は政府を裏切り、反タイタニア運動のため、ファン・ヒューリック一党と共にどこかに旅立ったことになっている。
ヒューリック一党の流星旗軍と共闘しつつも、彼らを常に監視し、状況が不利にれば、彼らを殺すかタイタニアに差し出そうとしている。リーとヒューリックの策謀であったのか、それともこの艦隊の独断なのかは不明であるが、アリアバート艦隊がこの艦隊を発見し、進軍してきた時、「ヒューリック一党をそちらに差し出すか、殺すので見逃して欲しい」という通信がアリアバートに送られてくる。この種の裏切り行為を嫌悪しているアリアバートは互いの名誉のためその申し出を無視し記録から抹消させる。
ヒューリックとアリアバートとの2度目の戦いが始まり、アリアバートが乗艦する旗艦に攻撃を加えると共にアリアバートにも重傷を負わせ、アリアバート艦隊を退却に追い込むことに成功する。

バルガシュ反タイタニア組織
バルガシュの砂漠を拠点とする小さな反タイタニア組織。20名ほどで組織の規模は小さく、タイタニアや流星旗軍の情報網にも引っかからない程度。リーダーはイブン・カシム医師。ザーリッシュに囚われていたファン・ヒューリックを救出する。後にヒューリック一党と共同戦線を張る。
アニメ版では、3,000人ほどのバルガシュを代表する大きな反タイタニア組織として描かれた。

### 流星旗軍（ブレイズ・フラッグ）
反タイタニアを掲げる海賊の集まり。宇宙全体に無数にいる小さな海賊団が集まってできたパイレーツギルド。仕事に際しては流星旗軍内の連絡網を用いて海賊仲間を募集し、集まった海賊団と共闘して大きな船団を作り、海賊行為を行う。巨大化した集団をタイタニアが潰そうしても、状況が悪くなると分裂してハエのごとく逃げ回るため、タイタニアも決定的な打撃を与えられないでいる。そのためタイタニアでは流星旗軍討伐を「ハエたたき」と呼んでいる。
小説とアニメで流星旗軍の扱いが大きく違っているため、ここでは両者を分けて記載する。

#### 小説での「流星旗」軍
リトルビッグホーンの戦い
シラクサ星域会戦後、流星旗軍が大連合艦隊を結成する。タイタニアが軍を派遣しリトルビッグホーンの戦いが始まる。この戦いで流星旗連合軍は全滅する。
リトルビッグホーンの戦い以後
流星旗軍の残党はリトルビッグホーンの戦い以後も辺境地域で細々と海賊行為をしていたが、ヒューリックがバルガシュで逮捕されたのをきっかけに2つに分裂する。
主流派
リトルビッグホーンの戦いの後、タイタニアに帰順したいと考える一派が現れ、内部分裂状態となっていた。帰順派はドナルド・ファラーを通じて、その事をザーリッシュに申し出るが、「反対派の幹部10人の首をさしだせば考える」と無茶な要求を突きつけられる。その直後、ザーリッシュに監禁されていたファン・ヒューリックが逃亡したため、事前に送られてきた流星旗軍からの挑戦状のせいで、ザーリッシュの苛烈な流星旗軍狩りに遭う。
いんちき戦争でタイタニアがバルガシュ占領した後、ファン・ヒューリック探しが始まり、ドクター・リーが「流星旗軍」とエルマン・タイタニアに名乗っていたため、アリアバートはその情報を基に苛烈な流星旗軍狩りを始める。この流星旗軍狩りで、タイタニアは初めて「別の流星旗軍」が存在することを知る。
主流派はアリアバートに降伏してタイタニア側に就くことになり、流星旗軍の総力をあげて「ファン・ヒューリック一党の流星旗軍」と、「バルガシュ宇宙艦隊」を探すことになる。
ファン・ヒューリック、ドクター・リーの一派
タイタニアに「ファン・ヒューリック一党」と呼ばれている流星旗軍。ヒューリックが逮捕された時、彼を救出するために「正直じいさん」号とドクター・リーの船団とサラーム・アムゼカールで急遽結成された組織。流星旗軍残党と縁を切って、別の「流星旗軍」として旗揚げした。ドクター・リーが考案した救出作戦は、イブン・カシム率いる反タイタニア組織がヒューリックを逃亡させたため不発に終わったが、これをきっかけにザーリッシュによる苛烈な流星旗軍狩りが行われることになる。
その後、反タイタニア組織と共同戦線を組むことになり、バルガシュ正規軍の暴走もあってザーリッシュを殺すことになるが、反タイタニア組織とヒューリックらの流星旗軍は全員バルガシュ政府に拘禁される。

#### アニメ版 流星旗軍
ここでは原作には存在しない設定を記述する。
ドールマンが流星旗連合軍を束ねている。正規の軍人を顧問に招き入れ、軍として組織しなおし、統率のとれた戦法でリトルビッグホーン要塞を陥落させる。その後、討伐に来たザーリッシュ艦隊に敗北、捕虜となった幹部の一部はザーリッシュに登用された。その後も一部残党はドクター・リーと協力関係を保っている。

##### アニメ版 「正直じいさん」号一行（アルセス暗殺以後）
アルセスを暗殺したため「正直じいさん」号のメンバーは、タイタニアに追われる立場になっていた。ドクター・リー個人はファン・ヒューリックのウォッチのため残ったものの、彼の率いる13隻の武装商船とは別れ、「正直じいさん」号だけで逃亡生活を送っていた。タイタニアに追われる立場になったものの、「正直じいさん」号の面々は反タイタニア運動をする気になれないでいた。特にファン・ヒューリックがその考えが強く、「正直じいさん」号から逃げ出してしまう。惑星カサビアンカを訪れたヒューリックはエウリヤで会った少女カレンと再会し、彼女との触れ合いの中で元気を取り戻し、また「正直じいさん」号に戻ってくる。
反タイタニア運動をするわけでもなく、ただ逃亡生活を送っていたが、「正直じいさん」号が惑星エスタールに着いた頃にはパンを奪い合うほど財政事情は逼迫していた。エスタールで自分に多額の賞金がかけられていることを知ると、その賞金目当てにエスタールのタイタニア領事館にファン・ヒューリックが自ら逮捕されに行く。しかし作戦は失敗し、ヒューリックは監獄衛星クロノスへ収容される。その後、ドクター・リーの計略やマフディーらの奮闘でヒューリックの救出作戦に成功し、バルガシュへと逃げ込む。「正直じいさん」号一行は、逃げていてもしかたないと考え、反タイタニア運動を本格的に開始する。その第一歩として、バルガシュの反タイタニア組織と流星旗軍へ接触することを決める。
ヒューリック自らが出向き、バルガシュでも有数の勢力を誇るイブン・カシム率いる反タイタニア組織と酒場で接触した時、タイタニアの憲兵に発見される。上手く酒場から逃げ出し、彼らの本拠地である砂漠の洞窟に逃げ込むが、そこもザーリッシュ艦隊旗下の特務艦に発見されてしまう。特務艦との戦闘となるが、ヒューリックの名に呼応したバルガシュの流星旗軍と「正直じいさん」号の救援のおかげで何とか助かるが、その代償として「正直じいさん」号を失うことになる。
ヒューリックを探すため、辺境の宇宙を徘徊していたザーリッシュの下にバルガシュに派遣した特務艦からヒューリック発見の報がもたらされる。それを聞いたザーリッシュは、惑星バルガシュに急行、政府の許可もとらずに惑星におりる。ザーリッシュが強行に惑星に大艦隊を降ろしたことに警告を与えるため、バルガシュ政府より船が派遣される。ザーリッシュはその警告を無視し、威嚇射撃を行って追い払ってしまう。そして大艦隊で反タイタニア組織の本拠地である砂漠の洞窟を包囲する。

## 兵器、技術など

### 兵器
ワイゲルト砲
特殊なレールガン。名称は発明者の名前に拠る。
発射と同時に爆薬によって砲身の左右にあるレールを内側に押し付け、磁場を圧迫することで高い初速を得て、宇宙戦艦などの大型艦をも一撃で完全破壊する桁違いの威力を持つ。発射により砲身が破壊されるため、搭載している艦自体にも多大な負荷をかけ、下手をすれば重大な損傷を与えてしまう諸刃の剣のような兵器。漫画版では照準の困難さも欠点の1つに挙げられていた。
その性質から積極的に使われることは少なく、発射時の衝撃に耐えうる大型艦が自沈覚悟の最後の切り札としての運用が中心であった。が、ファン・ヒューリックはケルベロス会戦においてワイゲルト砲1門を搭載した小型艦艇を多数投入し、艦ごと使い捨てにする奇策でアリアバート艦隊に大打撃を与えた。
アリアバートはその戦法を有効と見たジュスランの進言を受け入れ、次のシラクサ星域会戦において艦艇の使い捨て戦術を模倣して大勝した。

### 軍艦、宇宙船（輸送船など）
固有名を持つ艦艇は（イドリス艦隊旗艦ファイアー・バードを除き）原作にも登場するが、艦形や色、兵装などはアニメ版での設定。
「正直じいさん」号（オネスト・オールドマン号）
ミランダの夫コンプトン所有の密輸船。全長330メートル、ビーム放射誘導砲×4門、中射程連装ビーム砲×2基計12門、ビームクラスター砲56門。外装は全体的に青色。老朽船だが、内装は旧カサビアンカ公国の高級ホテルを模している。愛称は「OO（ダブルオー）号」。
密輸という仕事上、速度と機動性を重視した船。武装はタイタニアの駆逐艦にやや劣り、タイタニアの特務艦より上。船本体の機動性が高く、コンプトン・カジミールの操船技術も高いため、ヒット・アンド・アウェイのような、アクロバティックな戦闘も可能。
搭載されているビーム砲は、出力の問題で船体の装甲板（セラミックタイル）を剥離させる程度しか破壊力はない。アニメ版では、一撃で船体を貫通するぐらいの威力があり、隕石に金属を吹きつけレーダーを攪乱させる装置などもついている。
バルガシュの砂漠でタイタニアの特務艦と戦闘中、2発被弾し破棄せざるを得ないほどのダメージを受ける。不時着・放棄された後、見せしめとしてザーリッシュ艦隊の集中攻撃を受け破壊される。
「正直じいさん2世」号（オネスト・オールドマン・ジュニア。正式な艦名は不明）
いんちき戦争でファン・ヒューリック一党が乗り込んだ艦。乗員229名。通称OOJ（ダブルオー・ジェイ）。
元々はバルガシュ正規軍の巡航艦で、表向きはファン・ヒューリック一党が奪ったことになっている。バルガシュ政府としては、タイタニアとの戦いで旗色が悪くなれば、艦ごとタイタニアに差し出すか、艦を破壊して皆殺しにすることもできるように彼らの収容所代わりにこの船を与えた。
バルガシュの深海でアリアバートらと戦った後、バルガシュ艦隊とは別行動を取る。原作3巻の終盤で、ファン・ヒューリック一党がエルマン伯の誘いに応じて宇宙へ出ることが語られており、その際全員が同じ艦に乗ることになっているが、それがOOJのことかどうかは不明。
タイフーン
ザーリッシュ・タイタニアが搭乗し指揮を執る旗艦。艦名は原作2巻では「タイラント」になっている。アニメ設定では、全長は1キロメートルほどあり、アリアバート、ジュスラン、イドリスらの戦艦が横に少し平たい三角錐のような艦型をしているのに比べると、唯一縦長で直方体のような艦型である。艦中央部の舷側部分に翼のような構造物が張り出しており、サブエンジンを備えている。全体的な色は落ち着いた緑色。艦前部の舷側側に上下にスライド可能な単装ビーム砲を複数並べている。また、艦首にも武装を集中しており、正面でのビーム斉射は他の旗艦よりも破壊力がある。
バルガシュ正規軍との戦闘中、地中に隠れていたドクター・リーとファン・ヒューリックが率いる武装商船の一点集中砲火を浴びせられ、撃沈される。
アニメ版オリジナルの監獄衛星クロノスがドクター・リーの手により、タイフーンへぶつけられるという事態があったが、回避もままならないとして敢えて前進してぶつけたこともある。その際に監獄衛星は一部の構造物が大破してしまったが、タイフーンは無傷に近かかった。タイフーンの最期は原作と違い、「正直じいさん」号の最後の攻撃を受けて撃沈される。
朝焼けの女神（アウストラ）
ジュスラン・タイタニアが搭乗し指揮を執る旗艦。アニメ設定では1キロメートルほどの戦艦であり、全体的な色は紫色。丸みを帯びた平たい三角錐型、あるいは紡錘型の艦型をしている。艦側十八連砲×2、大型対艦四連ビーム砲×2等を装備。なお、舷側に取り付けられている砲群は、前後にスライドすることで、互いの砲が射線に入らないように、真正面にも砲撃が可能である（これは、アルセス・タイタニアの戦艦オーロラも同じと思われる）。
遠距離支援に特化した大型戦艦で、ビーム砲のほとんどが遠距離砲撃に使われている。反面、近距離に対しての装備は極力少ないと思われる。
原作では、通常の戦艦の設計に強引に貴賓室を設けたため、物資貯蔵庫が犠牲となり、船体の大きさの割に物資貯蔵庫が小さいため、補給艦を同行させないと長距離航行が出来ないとされている。バルガシュ派遣直前にアリアバートの元部下エドナ・フレデリックスが艦長に就任する。
アニメ版では通常戦艦ではなく、大型な専用旗艦になっている。
黄金の羊（ゴールデン・シープ）
アリアバート・タイタニアが搭乗し指揮を執る旗艦。アニメ設定では全長1キロメートルの戦艦で、艦型は比較的に直線的な、平たい三角錐型に近く、全体的な色は金色。対惑星攻撃ビーム砲、大型対艦ビームランチャー、対艦ビーム砲、艦側三十連砲×2、近接防衛ビーム砲、艦橋防衛ビーム砲を装備。
四公爵の乗る戦艦の中で、最も武装の種類が豊富で、遠距離、近距離、対惑星攻撃など、あらゆる場面に対応出来る戦艦であり、さらには水中航行機能も持っている。
艦橋にオペラの観客席を思わせる優雅な座席がしつえられ、アリアバートと幕僚たちはそこで戦を「観賞」しながら指揮を執る。
ファイヤー・バード
イドリス・タイタニアが搭乗し指揮を執る旗艦。アニメ設定では1キロメートルほどの戦艦で、平たい三角錐の様な艦型であり、艦表面は他の戦艦に比べてのっぺりとしている。全体的な色は茶色。艦軸線八連主砲、艦側七連主砲×2基計14門、艦側五連副砲×2基計10門、近距離防衛ビーム砲クラスターを装備。ただし、アニメ版ではオープニング以外の本編では一度の登場で終わっており、高い戦闘能力を持つ戦艦だが出撃機会は少ない。アルセスの護衛で出撃した際も、戦闘に加わることなく帰還し、実際に砲撃するシーンすらなかった。
原作にはイドリスの旗艦の名前が記述されておらず（アルセスを囮にヒューリックらを討とうとした時は、高速巡航艦とフリゲート艦のみで構成された小艦隊を率いている）、アニメ版を制作するにあたり原作者本人に取材を行ったところ、当時の資料の山から名前を発見した。
黒太子（ブラック・プリンス）
通常の戦艦と比べて全長、全幅ともに3倍以上を誇る巨艦。全長は1キロメートルを超す。
巨体に合わせ、火力も桁違いに大きく、防御シールドの出力も桁違いに強力で通常戦艦数隻による集中砲火でようやく砲塔1基を破壊できる。
アリアバート・ジュスラン艦隊が「天の城（ウラニボルグ）」を攻めた際には、イドリスはウラニボルクの戦闘指揮所で指揮を執ったため出撃することなく停戦を迎えたが、アリアバート謀殺後の戦闘再開の際にはアジュマーンの命によりラドモーズが指揮官として乗艦。味方を巻き込むような攻撃でアリアバート・ジュスラン艦隊および「天の城（ウラニボルグ）」駐留艦隊を半壊させる。その後、ラドモーズの命で「天の城（ウラニボルグ）」に砲撃を加える。
オーロラ
アルセス・タイタニアが搭乗する賓客用の宇宙船。武装は最低限の物しか装備しておらず、「正直じいさん」号との一騎討ちに敗れ撃沈される。
アニメ版では、全長670メートルの中型戦艦で、少し丸みを帯びた平たい三角錐型の艦型。全体的な色はピンク。遠距離用軸線固定主砲×6門、艦側十二連砲×2基計24門、近接防御用ビーム砲多数を装備しており、遠距離戦・近接戦の両方に対応出来る万能艦。一番似た造りとしては、黄金の羊（ゴールデン・シープ）を小型化して、多少丸みを帯びた姿（ブースターの配置や艦橋周りの造りはもちろん異なる）。
黄金の羊（ゴールデン・シープ）のように、多様な戦闘が可能である戦艦であったが、本戦闘においてそれらが発揮されることは無かった。同乗していたベルティエ大佐は「海賊船如きに沈められるはずはない」とアルセスに公言していたが、ファン・ヒューリック指揮するドクター・リーの14隻（オーロラの索敵手の報告による推測）の武装船団と「正直じいさん」号の部隊相手には、幾ら戦艦といえども単艦の戦闘は酷であったと言える。結局、まともな打撃を与えることさえ適わずして、壮絶な袋叩きにあい、最後は「正直じいさん」号の砲撃で真っ二つに分断されて轟沈した。
なお、艦前部あたり（前部ブリッジ付近）は切り離しが可能で、それ自体が高軌道突撃艦として独立出来る。しかし、本会戦でその活躍は見られることなく撃沈してしまった。
タイタニア護衛司令艦（アニメ設定）
全長550メートルほどの戦闘艦。全体的に紫色。縦に平たく、ひし形を3つつなげたような艦型になっている。対艦ビーム砲×14などを装備。
主に分艦隊旗艦を担っていると思われ、そのためか、艦上下に計4本のアンテナが備えられている。
タイタニア護衛艦（アニメ設定）
全長450メートルほどの戦闘艦。縦に平べったい、ひし形のような艦型。対艦ビーム砲×8、牽引アンカーを装備（アニメ版オリジナルの惑星エスタールにて、監獄衛星クロノスを引っ張って持っていこうとした）。さらに、上陸艇等を搭載している。
種別はやはり曖昧で、惑星バルガシュで探索をしていた護衛艦を特務艦と呼んでいたり、巡洋艦等と呼ばれることがある。
旗艦級戦艦（アニメ設定）
星間都市連盟を中心にして、統一製造されていると思われる旗艦専用戦艦。テュランジア軍やバルガシュ軍、流星旗軍などでも使用されている。全長は550メートルほどと、タイタニアの侯爵達の旗艦、及び護衛司令艦クラスよりも小さい。一般巡洋艦を大型化し、艦首がクワガタのようになっているのが特徴。速力は戦艦にしては高機動型であると推測される（リトルビッグホーン要塞攻略戦にて）、常に艦隊と共に機敏に動けるような配慮と思われている。艦側多連ビーム砲2基、単装型対艦ビーム砲を艦首と舷側に計4門、艦首収納式ビーム砲1門（バルガシュ軍の映像より確認）等で、総合的な火力では、タイタニア護衛司令艦に少し劣ると思われる。
国家によって艦体色が異なるようで（それほど多彩ではないが）、エウリヤ市では赤。テュランジア公国またはバルガシュ政府軍ではグレーとなっている。
なお、原作の中で旗艦名として登場したのはテュランジア公国艦隊旗艦「マリウス」くらいである。
一般巡洋艦（アニメ設定）
旗艦級戦艦と同様、星間都市連盟等の間で大量に生産されている400メートルほどの戦闘艦。旗艦級戦艦をサイズ・ダウンし、艦首を1つにしたような艦型。対艦三連ビーム砲塔1基、対艦ビーム砲2門、収納式艦首ビーム砲1門等を装備。艦首部の対艦三連ビーム砲は、装備されている艦とされていない艦がある。
艦隊の構成はほとんどがこのタイプで成り立っており、旗艦級戦艦同様に、国家によって艦体色が異なる。エウリヤの場合は旗艦を除き、グレー。惑星エスタールの巡洋艦は赤。流星旗軍の中でもこのタイプが多数確認されており、色は様々。
公式設定では巡洋艦とされているが、テュランジア公国とタイタニアのシラクサ星域の会戦では、同型ながら駆逐艦とも称されているため、どこで見分けるかは不明。
ドクター・リー専用艦
流星旗軍の幹部、ドクター・リーことリー・ツァンチェンが乗艦していた戦闘艦。タイタニアの護衛司令艦に似た艦形だが、艦体各所にスタビライザーフィンが装備されており、鮫に似た姿。対艦ビーム砲×4、等を装備。
流星旗軍内部でよく見られる艦型。流星旗軍の指導者であるドールマンもこのタイプに乗艦しており、小型ながらも3,000から5,000隻もの集団を指揮しているところを見ると、指揮能力も高めであると思われる。ドクター・リー率いる集団はほとんどがこのタイプで、赤色。艦体色がさまざまで、バルガシュにいたのは青、黄色などが確認される。武装は少なく、あまり威力が高くないが、集団戦法で威力を発揮する。また、「正直じいさん」号のようにヒット・アンド・アウェイを主戦法とする。アニメ版ではアルセス・タイタニアの戦艦オーロラを集団で包囲し、常に動き回りつつ連続的に砲火を浴びせ、多大な損害を与えた。
武装商船（キャラック）
アニメ版での正式設定は出されてはいないが、惑星カフィールや惑星エーメンタールの宇宙港、流星旗軍の内部でその存在が確認できる。巡洋艦に似た造りになっている。武装は少なくとも対艦ビーム砲を2門装備していると思われる。

### 技術
化学式半透膜
エウリヤ市が開発した海洋惑星開発のための最新技術。タイタニアがこれを格安で売るよう要求し、エウリヤが拒否したことから「ケルベロス星域の会戦」が起こる。
WG（ウォーター・ガーゼ）
艦体を薄い水流の膜で覆い、海中を高速（最高時速190km）で航行できるようにするシステム。ゴールデン・シープを始めとするアリアバート艦隊の多くの艦艇に装備されている。

### 要塞・建物など
天の城（ウラニボルグ）
ヴァルダナ帝都リュテッヒの軌道上を周回するタイタニアの本拠地。巨大で本格的なスペースコロニーで、内部は人工の青空が広がり、藩王や四公爵の居住区域の「麓」には庶民たちが暮らす市街区域がある。また、10万余隻の艦隊が駐留する難攻不落の要塞でもある。
リトルビッグホーン要塞
アニメ版オリジナル。タイタニアの駐留要塞で、重要文化財のひとつ。300隻程度の艦隊が駐留していたが、もっと多くの艦艇を収容することもできると思われる。要塞と呼ばれてはいるが、老朽化のためか巡航艦の砲撃程度で被害を受けていた。流星旗軍はこれを陥落させ、ザーリッシュ艦隊が来るとその陰に隠れて迎え撃つが、ザーリッシュは海賊を一網打尽に出来るなら要塞の一つや二つ安い物だ、と言って流星旗軍共々、完全破壊してしまう。
クロノス刑務所
アニメ版オリジナル。惑星エスタールの軌道上に浮かぶ監獄衛星。懲役25年以上の重犯罪者の収容施設であり、エスタールで逮捕されたヒューリックが収監された。独房内は無重力であり、囚人は昼夜を問わずその中を漂わされる。筋肉の衰えを補うための運動の時間が1日に2回設けられているだけで、それ以外は他の囚人とも接触出来ない。ドクター・リー曰く「希望も絶望も無い、同じ1日が永遠に繰り返されるだけ」。ヒューリックの身柄を引き渡さないエスタール政府に業を煮やしたザーリッシュに衛星ごと牽引されそうになったが、ドクター・リーの遠隔操作で旗艦タイフーンに激突させられた。

## 戦闘・戦役
ブラウンワルト星域の会戦
タイタニア一族が星間都市連盟を離れ、ヴァルダナ帝国側についた翌年の星暦229年、連盟とタイタニアの間で行われた会戦。タイタニアは連盟の宣伝工作によって帝国の支援を得られなかったが、独力で2倍の連盟軍に完勝。以後、宇宙の歴史はタイタニアを中心に回っていく。
ケルベロス星域会戦
星暦446年4月、エウリヤ市とタイタニアの間で行われた会戦。
タイタニア艦隊の指揮官はアリアバート・タイタニア公爵、エウリヤ都市艦隊はファン・ヒューリック大佐。
タイタニア側の戦力は、総数は明記されていないが一都市を相手にするには過剰なほどの量であり、質においても高い水準にあった。しかしエウリヤ都市艦隊は主力兵器とは考えられていなかったワイゲルト砲を大量に投入し、艦もろとも使い捨てにする奇策で、小型ガンボート600隻と引き換えにタイタニア艦600隻（戦艦119隻、巡航艦106隻、宇宙空母44隻、フリゲート艦147隻、揚陸艦80隻、輸送艦104隻）を完全破壊した。これにより、タイタニアの被害は10万人に上った。
原作では、エウリヤ都市艦隊はワイゲルト砲搭載艦600隻（乗員総数7,200名、うち未帰還者は100名以下）以外の艦艇については言及されていない。
漫画版では、アリアバート艦隊が750隻、エウリヤ都市艦隊が86隻（戦艦6、巡洋艦30、大小武装商船50）とされている。
アニメ版ではワイゲルト砲搭載艦以外の艦艇からなる前衛部隊があり、ワレンコフとパジェスに指揮されている。アリアバート艦隊との戦闘でほぼ全滅状態になるも、敵を罠へ誘い込むことに成功する。最終局面にて、円陣を組んでいたエウリヤ艦隊を包囲していたがために、アリアバート艦隊はワイゲルト砲をまともに受けてしまう。
宇宙に強大な勢力を誇っていたタイタニア（アリアバート・タイタニア）が初めて敗北した戦いだが、実は事前にアジュマーンとエウリヤ市長との間で密約が交わされており、市民を納得させるための形だけの戦いになるはずだった。確実に負けるように、「血の気の多い若者の暴走」を装って経験の浅い者ばかりで部隊を編成したにも関わらず勝ってしまい、ヒューリックはエウリヤを追放される。
シラクサ星域会戦
星暦446年6月10日、テュランジア公国とタイタニアの間で行われた会戦。前回の屈辱を晴らすべく、アリアバートが討伐の任に当たった。
タイタニア艦隊3,600隻（他にワイゲルト砲搭載ガンボート1,000隻強）、指揮官はアリアバート公爵、アニメ版では幕僚にボルドレーン中将、分艦隊司令にパウルセン少将。
対するテュランジア艦隊は3,300隻、指揮官はコンノート少将、参謀はハーフェズ少将。テュランジア公国の軍事顧問を務めていたヴァルダナ帝国軍のサラーム・アムゼカール提督も参加。
序盤、テュランジア艦隊は攻勢に出てアリアバート艦隊は後退する。コンノート少将はアリアバートが未だに自信を損失していると誤認して、後退するアリアバート艦隊に釣られて突撃した。しかし、テュランジア艦隊はワイゲルト砲の待ち伏せにあい、一撃で全兵力の3割を失う。撤退を開始するが追撃を受け、最終的に恒星間戦闘力の7割を失う。
アニメ版では、アリアバート艦隊が半月陣を敷いて防御に徹し、方やテュランジア艦隊は凸形陣で砲火を集中してアリアバート艦隊を崩しにかかった。圧倒的な戦果に酔ったコンノート少将は、半ば崩壊しつつあるアリアバート艦隊を殲滅すべく突撃をしかけた。だが、アリアバートが苦戦を“演じていた”とも気づかず、突然、左右に分離したアリアバート艦隊の後方からワイゲルト砲が現れ、その直撃をテュランジア艦隊は受けて半数近くを失ってしまった。斉射された直後、ワイズ中佐の分艦隊がワイゲルト砲の自爆により陣形を崩しているアリアバート艦隊に向けて突撃。旗艦ゴールデン・シープに肉薄するが、一歩及ばず全滅した。テュランジア艦隊は追撃を受けなかったものの、結果として敗退してしまった。
リトルビッグホーンの戦い
小説
シラクサ星域会戦のため、周辺の地域の秩序が崩壊し、この地域に海賊が横行するようになる。
元々、反タイタニアを大義名分として掲げ海賊行為を行っていた「流星旗」軍は、この地域に群がっていた海賊たちを反タイタニアの旗を掲げることで集結させ、5,000隻を超える大連合艦隊へと成長させていき、プレーゼ星域のタイタニアの物資補給センターを攻め大量の物資を略奪することに成功した。
この事態を憂慮したタイタニアは、ザーリッシュ・タイタニアを司令官とし、ジュスラン・タイタニアを補佐とする艦隊を派遣する。このタイタニアから派遣された軍隊に対し、流星旗連合軍は正面決戦を挑む。
ザーリッシュ艦隊は正面決戦と突撃攻撃に重点を置いた戦力配置をしており、戦争が始まった瞬間、流星旗連合軍はザーリッシュ艦隊の猛攻を受ける。寄り合い所帯であった流星旗連合軍はザーリッシュ艦隊の猛攻に恐怖して逃げ出す船が続出し、統率がとれずに瓦解する。
個々に逃げていた海賊たちは、ジュスランのバックアップを受けながら退路に待ち伏せていたザーリッシュの分艦隊に次々と撃沈され、投降してきた海賊たちは、幹部を含めほぼ全員処刑される。
アニメ版
アニメ版のこの戦役は小説版とは大きく異なる。
リトルビッグホーン要塞攻略戦
シラクサ星域会戦の結果、星域の情勢が不安定になったのを利用して、ドールマンを長とする宇宙海賊（流星旗軍）は3,000隻を超える大規模な集団を形成し、タイタニア要塞に総攻撃を開始した。
ザーリッシュの部下、猛将と評されるランカスター中将が指揮を執っていたものの、駐留部隊はわずかに300隻。
流星旗軍は小集団に分散して、要塞に攻撃しては逃げるヒット・アンド・アウェイ戦法で波状攻撃を繰り返し、多大な損害を与える。300隻のタイタニア艦隊は瞬く間に全滅し、機能不能にまで要塞を攻撃を続行。結果として要塞は大破し、ランカスター中将も戦死した。
流星旗軍討伐戦
要塞を攻略したことで士気が上がり、流星旗軍は5,000隻にまで増加、新たに指揮官として元軍人だったマッケンゼン中将、ヘンリック少将、トスカーニ少将が加わっている。
対するタイタニアは、ザーリッシュ艦隊とジュスラン艦隊の合計1万2,000隻で、総司令官はザーリッシュ、副司令はジュスランである。
当初、流星旗軍はタイタニア艦隊が要塞の奪還に固執するとばかり思い込んでいたため、要塞を背後にして、攻撃を抑えるタイタニア軍を別働隊が伏兵として攻撃し殲滅する、という策を立てていた。
ところがザーリッシュは要塞を奪還せず、まとめて流星旗軍を撃滅する気でいたために、要塞を盾にしていた流星旗軍は瞬く間に被害を受ける。別働隊が攻撃を仕掛けるが、それは敵わずに全滅し、同時にマッケンゼン、ヘンリック、トスカーニの3名は戦死し、流星旗軍は壊滅した。

エウリヤ革命（アニメ版オリジナル）
ケルベロス星域の会戦時にアジュマーン・タイタニアとエウリヤ市との間で市民に極秘で交わされた密約が、突如エウリヤ市で噂として流れるようになり、市長の陰謀論として渦巻くようになっていた。
イドリスと軍参謀長のベルティエが裏で手を組み、市長と軍司令官を暗殺してタイタニアにエウリヤ討伐の口実を与えることとなった。
このイドリスが成し遂げた功績をアジュマーンは非常に大きく評価しており、ジュスランも他の四公爵の誰よりも大きな功績と称えている。
リラ・フローレンツ救出（アニメ版オリジナル）
ヒューリックのあずかり知らぬうちにリラが命を落とした原作とは異なり、反タイタニア分子として、リラが公開処刑されることが宇宙中に公表される。これはイドリスの入れ知恵によってアルセスがヒューリックをおびき出すために張った罠だったが、ヒューリックはそれを承知の上で救出に向かう（原作でもリラを餌にヒューリックを誘き出そうとするが未遂に終わる）。
まずヒューリックはパジェスに「ヒューリックが相当な戦力をかき集めてアルセス邸を襲撃しようとしている」という偽情報を流させ、さも自分が大艦隊を率いているかのようにタイタニア側に認識させた。これにより、ベルティエ率いる艦隊がヒューリックを迎え撃つべくエーメンタール周辺に展開。ヒューリックの艦隊を発見したベルティエは進撃を開始するが、実際は艦隊など無く、ベルティエの艦隊をエーメンタールから引き離すべく正直じいさん号と大量の隕石で偽装していただけであった。
その隙にヒューリック達は貨物船の乗員を装ってエーメンタールに入り込み、現地の反タイタニア勢力である自由エーメンタール軍の協力を得てアルセス邸を強襲。完全に油断していたアルセスは屋敷への攻撃を許してしまい、たちまち攻め込まれてしまう。
ヒューリックはアルセスが自分がここにはいないと思っていることを利用し、警備が正面に集中している間に潜入。無事リラと再会を果たすも喜びもつかの間、その隙を突いたアルセスに追い詰められてしまう。ヒューリックは自分と引き換えにリラを逃がそうとするが、アルセスは選択権など無いと一蹴する。
しかしリラは「希望」であるヒューリックを守るために、アルセスと共に食肉魚の水槽に飛び込む。ヒューリックもすぐさま水槽に飛び込むが、引き上げた時には既にリラは事切れていた。アルセスは原作通り顔の半分を喰われるも生き延びる。その後、屋敷から脱出したヒューリックはリラの墓前にて復讐を誓った。
アルセス・タイタニア暗殺事件
リラの復讐に燃えたヒューリックが実行した事件。
ヒューリックは、ウラニボルグへ逃げ込もうとするところを攻撃しようと計画するが、アルセスは4隻を別々のルートで航行させて惑わせつつ、護衛に来るイドリス艦隊に合流しようとした。しかし、アルセスが通信をイドリスに送っていたのをヒューリックらに探知される。
ドクター・リーは、配下の2隻を使ってタイタニアの護衛艦を1隻捕獲し、それで近づいてアルセスを殺害しようとしている、とイドリスに思わせた。その隙に、「正直じいさん」号は、アルセスの武装商船（オーロラ）と一騎討ちに出る。「正直じいさん」号のビームは威力が低いため、ヒューリックは一点集中砲撃を指示し、オーロラは反撃するも大した抵抗にならず、機関部を破壊されて撃沈された。
アニメ版では、イドリスの部下ベルティエ大佐がオーロラに乗り込んでおり、わざと通信波を流して居場所を付き止めさせた。どちらにしろ、イドリスはアルセスを利用してヒューリック共々ベルティエを葬る気でいた。
ヒューリックらは、「正直じいさん」号の他、ドクター・リーの船団14隻が参加しており、これらをヒューリックが指揮した。
小説とは違い、オーロラはアルセス専用の戦艦であり、簡単にはやられないとベルティエは断言している。
ヒューリック艦隊は、後方からオーロラの機関部を集中砲撃して足止めし、両翼に展開。オーロラの砲撃はなかなか当たらず、逆に被害を受け続ける。戦艦だけあって、耐久力は高かったが、次第に戦闘能力を奪われる。ベルティエは機関部を徹底攻撃する1隻をヒューリックの乗艦と判断して回頭するが、それを気に、左右に回り込んでいた部隊が砲撃をさらに集中。これが決定的となり、オーロラは大破。最後はヒューリックがアルセスに自らとどめを刺すべく攻撃を停止させ、満身創痍となったオーロラに「正直じいさん」号のビームが命中、艦体を真っ二つに折って爆沈した。
リュテッヒの動乱（アニメ版オリジナル。一部原作準拠）
原作より積極的に行動したエストラードは反タイタニア思想を掲げるヴァルダナ宮廷貴族達と組んで実際に反乱を企てた。
この時点ではイドリスはエウリヤにいるため、近衛軍の指揮権は軍務大臣であるエストラードにあった。彼と彼に協力を求めた貴族達はこれを好機とし、障害となるジュスランとザーリッシュをウラニボルグから引き離し、アジュマーンを藩王の座から引きずり下ろすべく行動を開始する。
ジュスランがエーメンタールに使者として発った後、ヒューリックを発見したと言う偽情報を流してザーリッシュを追い出した。しかし実はこの状況はジュスランが宮廷内の反乱分子を一掃すべく張った罠であり、ジュスランがエーメンタールに発つという情報自体が偽情報であった。
決起当日、宮廷貴族達は反乱を起こす前に全員検挙される。一方、バルアミーは父を止めるべく、反乱分子として宮廷貴族達を処断するように訴えるが、アジュマーンへの不満を募らせていたエストラードは聞く耳を持たなかった。その後、酔いのせいか階段から転落。
原作と異なり、この時点ではエストラードは死亡しなかったが、直後に軍が彼を反逆者として逮捕すべく現れる。エストラードは抵抗しようとバルアミーの持っていた銃を奪おうとしたが、バルアミーに掴みかかった際にその銃が暴発して不慮の死を遂げる。しかし彼の死は公式には「反乱分子の巻き添えで死亡」とされた。ジュスランは自分の策でエストラードの命まで奪ったことを悔やみ、後にバルアミーに謝罪した。
三度目のヒューリック逮捕・救出
アニメ版ではこの事件を大きく変更しているためアニメ版は別記する。下記のエスタールを参照。
アルセスを暗殺したファン・ヒューリック一行はタイタニアから追われる立場となり、辺境宇宙の中心都市バルガシュへ逃げ込む。
ストレス解消のため、女好きであるヒューリックは売春宿で女を抱いているところをタイタニアに見つかり逮捕され、アルセスの母親であるテリーザ・タイタニアの命を受けヒューリック逮捕にやってきたザーリッシュに引き渡される。
ヒューリック逮捕を知ったドクター・リーは、ヒューリック救出作戦を計画する。作戦はまず「流星旗」軍の名前でザーリッシュに挑戦状を送り、宇宙での艦隊決戦でヒューリックを奪い返すと思わせておき、実際には警備の隙をついてバルガシュ内で救出するというものだった。
「正直じいさん」号のクルーとドクター・リーの船団、それとシラクサ星域会戦で提督としてタイタニアと戦い逃亡生活を続けていたサラーム・アムゼカールとで新しい「流星旗」軍を旗揚げをする。本来の「流星旗」軍とは縁を切り、別の「流星旗」軍として独立する。これはドクター・リーがヒューリック救出に成功したとき、ザーリッシュの目を本来の「流星旗」軍の方にむけさせ、その隙に逃亡をはかるためであった。

こうしてヒューリック救出のため、ザーリッシュに「流星旗」軍の名で挑戦状を送りつけるが、そのすぐ後に全く関係ない別の組織の手によってヒューリックが救出される。ヒューリックを救出したのは医師のイブン・カシムが率いるバルガシュで反タイタニア運動を起こっている20名ほどの小さな組織で、たまたまヒューリックが拘禁されているホテルの専属医師であったカシムがヒューリックに毒を飲ませ、その治療中に逃亡させることに成功する。
バルガシュの砂漠 反タイタニア勢力と特務艦の戦い
ファン・ヒューリックがホテルから逃亡したため、ザーリッシュは事前に送られてきた「流星旗」軍の挑戦状をもとに、苛烈な「流星旗」軍狩りとヒューリック探しを開始する。
膨大な量の衛星写真を調べた結果、砂漠に怪しげなところがあることがわかり、ザーリッシュは急遽調査のため特務艦を派遣する。そこは反タイニア組織のアジトであり、そこにヒューリックもいた。特務艦と反タイタニア組織との戦いが始まる。そこに「正直じいさん」号とドクター・リーの船団がかけつけ特務艦との戦いに勝利するが「正直じいさん」号は2発の攻撃を受け航行不能になった。
特務艦からの報告を聞いたザーリッシュは艦隊を率いて、反タイタニア組織のアジトへと向かう。

エスタール（アニメ版オリジナル）
アニメ版のオリジナルで、小説版の「三度目のヒューリック逮捕・救出」にあたる部分を大幅に変更している。
アルセスを暗殺し、タイタニアから追われる立場になったものの反タイタニア運動をする気にはなれないでいた「正直じいさん」号一行は逃亡生活をつづけていた。さらにはヒューリックが失意から行方をくらまし、惑星エスタールについた頃には資金が底をつき、パンを奪い合うような状態になっていた。
そんな中、惑星カサビアンカで奮起したヒューリックが帰還。タイタニアに一泡吹かせるべくわざと逮捕され、自らにかけられた賞金を獲得して逃走する計画を立てる。賞金の一部を受け取り、収容所を襲撃してヒューリックを連れ出すところまでは順調に進んだが、しかし賞金の少なさに不満を抱いたマフディーが帰りにカジノで稼いでいたところを、彼の元同僚のカイルに気付かれ、タイタニア軍に先手を打たれてしまう。作戦は失敗し、カイルはミランダに射殺されたものの、ヒューリックはエスタール政府に捕らえられ、監獄衛星クロノスへ収容された。
母の命を受けたザーリッシュがヒューリックの引渡しを要求するが、正式な書状がないという理由でエスタール政府はこれを拒否。両者が膠着している間に「正直じいさん」号一行はヒューリック救出を実行する。
ファン・ヒューリック救出作戦
「正直じいさん」号一行が監獄衛星クロノスよりヒューリックを救出すべく起こした事件。
ドクター・リーの作戦では、「生きて出られないなら死んで出るしかない」と、ヒューリックを仮死状態にして脱出後に蘇生させる処置を執ることになった。
まずクロノスに着任予定の医者を拘束（ドクター・リー曰く「了解済み」）し、マフディーがその医者に変装してクロノスに向かう。そのタイミングでドクター・リーが衛星のシステムにハッキング。監視カメラを無効化している間に、カサビアンカ抵抗勢力の生き残りである囚人ベアナックルとホークアイが手筈通りヒューリックを暴行し、医務室に搬送させた。そしてマフディーが薬でヒューリックを仮死状態にし、死亡原因を調査すると言う名目で彼を連れ出そうとする。
しかしザーリッシュ艦隊に包囲されている状態では移送許可は下りず、ドクター・リーは独房を解放し、ベアナックルとホークアイによって囚人たちの反乱が起こされる。その混乱の隙にマフディーは脱出を図る。反乱は重力操作によってすぐに鎮圧され、マフディーも危機に陥るがベアナックルとホークアイに救われる。
一方、ヒューリックがショック死状態に陥った知らせを受けたザーリッシュはクロノスごと牽引するという手段に出る。ドクター・リーはそれに対し、逆にクロノスを加速させることで旗艦タイフーンと激突させた。その隙にマフディーは脱出に成功。巡洋艦に撃墜されながらもミランダ達の元へたどり着いた。
エスタール政府からはファン・ヒューリック死亡の報がもたらされ、ザーリッシュは八つ当たりのような砲撃を浴びせて都市を破壊する。
カナック大統領はヒューリックの遺体を引き取りに来たジュスランにその惨状を見せつけて謝罪と賠償を要求する。しかしジュスランはカナックが時間稼ぎをしていると見抜き、ヒューリックの生存を確信。その隙を突いて「正直じいさん」号はエスタール脱出を図るが、先手を読んだジュスランの艦隊が立ち塞がる。ヒューリックは自分が乗っている限り撃墜はされないと読み、停船。捕縛の隙を付いて脱出しようと目論んだが、ジュスランは「タイタニアには敵が必要」と考えて「正直じいさん」号を見逃した。
惑星バルガシュ上空戦
惑星バルガシュで起きたザーリッシュ艦隊とバルガシュ正規軍（トゥルビル艦隊）の戦い。
ザーリッシュ艦隊220隻、指揮官はザーリッシュ・タイタニア公爵、参謀グラニート中佐、分艦隊指揮官サラマンカ准将、ヴェヒター准将。
バルガシュ正規軍160隻、指揮官はトゥルビル少将、副官はイルク少佐。
元々の発端の原因はザーリッシュ艦隊がバルガシュ政府の主権を無視し、さらに降下阻止をしようとしたバルガシュ軍の駆逐艦を大破させたことによる。
数において勝るザーリッシュはサラマンカ准将に上空を封鎖させ、ヴェヒター准将にはバルガシュ軍を半包囲するよう時計方向へ展開するように指示。対するトゥルビルには選択肢はなく、後退しつつ迎撃するという危険な行動に出る。だが艦隊の動きを完全に掌握しているバルガシュ軍はザーリッシュ艦隊の包囲網を何とか避け続ける。業を煮やしたザーリッシュが40隻の僚艦を率いて、低空からバルガシュ軍を痛撃して上空を封鎖しているサラマンカと挟撃を狙い驀進するが、ヒューリックらの仕掛けた罠（「正直じいさん」号のビーム砲）の真上を通過し、「正直じいさん」号の最後の攻撃が旗艦タイフーンを直撃。さらにバルガシュ軍の猛撃がタイフーンを襲い、砂漠への着地を余儀なくされる。ザーリッシュは健在であると僚艦に告げられたタイタニア艦隊は主君を救おうと一斉に降下する。そこへ一気に守備から攻勢に転じたバルガシュ軍の集中砲撃にさらされ、大損害を被る。指揮を失ったザーリッシュ艦隊は烏合の衆と変貌。最後は半数にまで撃ち減らされて潰走する。
アニメ版では、「正直じいさん」号の罠を受けたタイフーンをバルガシュ軍は攻撃していない。撃墜後、バルガシュ軍は前衛艦隊を反時計回りに展開させてザーリッシュ艦隊を半包囲し、十字砲火を浴びせて全滅（恐らくであるが）させてしまう。
ザーリッシュ横死事件
バルガシュの砂漠でザーリッシュ艦隊とバルガシュ正規軍との戦闘中、砂の中に隠れていたドクター・リーの武装商船の一点集中砲火（アニメ版では「正直じいさん」号の攻撃）を機関部に受けたザーリッシュ旗艦タイフーンは砂漠に不時着する。ヒューリック逮捕が最大の目的であったザーリッシュは、船から脱出した後すぐに反タイタニア組織のアジトへと攻め込む。だが、ザーリッシュは罠にはまり、ファン・ヒューリックに銃殺される。
いんちき戦争（ポニー・ウォー）
バルガシュ共和国とヴァルダナ帝国（タイタニア）との戦争の通称。
タイタニアはザーリッシュ横死の責任を問い、バルガシュ政府がとても飲めないような要求を突き付ける。バルガシュは混乱し、直接ザーリッシュに手を下したファン・ヒューリックらを引き渡して恭順を図ろうとする者もいたが、結局はヒューリックらを自軍に編入して戦わせ、また反タイタニア勢力の結集を図ることになる。
ザーリッシュの死から約2カ月後の星暦446年12月中旬、ヴァルダナ帝国はバルガシュに宣戦布告。アリアバート・タイタニアが2万隻近い艦艇と300万人余りの将兵を率いて出撃する。星暦447年1月1日、タイタニア艦隊は惑星バルガシュが存在する星系の外縁部に到達、アリアバートはエルマン伯を最後の交渉に派遣する。1週間（アニメ版では4日）の期限を過ぎても成果はなく、タイタニアは進軍を開始する。
1月10日、バルガシュ各地の軍事施設を軌道上からの攻撃で徹底的に破壊したのち陸戦部隊を降下させるが、バルガシュ艦隊の姿はなく、バルガシュ政府はファン・ヒューリックらが艦隊を乗っ取って逃げたと言い訳する。艦艇や部隊が「タイタニア軍の攻撃により地上で撃破された」と主張されても真偽を確認できないため、逃走した兵力を推定するのは困難だったが、おおむね艦艇2,500隻弱、将兵8万4千人余りとされた。宇宙艦隊同士のまともな戦闘が行われないことから「いんちき戦争（ポニー・ウォー）」と呼ばれ始める。
バルガシュ海中戦
星暦447年2月、バルガシュの深海に潜伏していたバルガシュ艦隊およびファン・ヒューリック一党とアリアバート直率の捜索部隊が交戦する。まずアリアバートは、海上とさらに衛星軌道上に艦隊を配置して、逃走ルートを絶った。序盤、バルガシュ艦隊の魚雷攻撃を受けるものの単発に終わり、被害も無かった。しかし、直後に海流が襲い、さらにその流れに乗ってきた爆雷により被害を受ける。（その時、アリアバートが水路局に提出させた海底地形のデータに虚偽があることが判明した）急ぎ態勢を立て直すために上昇を命じるが、それを読んでいたヒューリックは、アリアバート艦隊の上方に向けてさらなる爆雷を流しておいた。結果として、アリアバート艦隊は爆雷群に突っ込む形となる。それにより、被害を増やした上に旗艦ゴールデン・シープも僚艦に接触し、アリアバート自身も全治3か月に及ぶ負傷を負った。この戦いで8千人以上が戦死し、アリアバートは2度に渡る敗北によって辞意を表明する。
3月27日、アリアバートの後任としてジュスランが出陣した直後に藩王アジュマーンの暗殺未遂事件が起こる。アジュマーンは生命は取り留めたものの重態となり、しかも「犯人はジュスラン」という未確定情報が独り歩きした上に、ウラニボルグに残留したイドリスとバルガシュのアリアバートの間で感情的かつ決定的な対立が生じ、タイタニアは分裂状態となった。これによりアリアバートとジュスランがバルガシュ政府と講和してバルガシュを本拠地としたため、「いんちき戦争（ポニー・ウォー）」は決着を見ないまま有耶無耶となった。

## 用語
パックス・タイタニアーナ
タイタニアが他国を凌ぐ強大な軍事力を持ち、宇宙全体を監視し管理することで、宇宙の平和が保たれるという考え方。

公共語（パブリック）
この世界の共通的な使用言語。現実世界の英語を基本とするが綴り字を発音に合わせてあるのが特徴。そのため「表音英語」とも呼ばれる。

## 既刊一覧

### 小説

#### 単行本（オリジナル版）
- 田中芳樹（著） / 道原かつみ（表紙画） / 笠原彰（本文挿画） 『タイタニア』 徳間書店→講談社〈トクマ・ノベルズ→講談社ノベルス〉、全5巻
  1. 「疾風篇」1988年12月31日初版第1刷発行、ISBN 4-19-153817-9
  2. 「暴風篇」1989年11月30日初版第1刷発行、ISBN 4-19-154060-2
  3. 「旋風篇」1991年5月31日初版第1刷発行、ISBN 4-19-154542-6
  4. 「烈風篇」2013年9月25日第1刷発行（9月26日発売[8]）、ISBN 978-4-06-182890-2
  5. 「凄風篇」2015年2月4日第1刷発行（2月5日発売[9]）、ISBN 978-4-06-299042-4

#### 単行本（再録版）
- 田中芳樹（著） / 美樹本晴彦（イラスト） 『タイタニア』 スクウェア・エニックス〈EXノベルズ〉、全3巻
  1. 「疾風篇」2003年10月3日初版第1刷発行、ISBN 978-4-7575-1002-9
  2. 「暴風篇」2004年1月16日初版第1刷発行、ISBN 978-4-7575-1094-4
  3. 「旋風篇」2004年4月16日初版第1刷発行、ISBN 978-4-7575-1135-4
- 田中芳樹（著） / 杉光登（表紙画） 『タイタニア 1〈疾風篇〉2〈暴風篇〉3〈旋風篇〉』 講談社〈講談社ノベルス〉、2013年8月6日第1刷発行（8月7日発売[10]）、ISBN 978-4-06-182886-5
  - 「DVD付き初回限定版」2010年4月7日発売[11]、ISBN 978-4-06-182687-8

#### 文庫版
- 田中芳樹（著） / 杉光登（表紙画） 『タイタニア』 講談社〈講談社文庫〉、全5巻
  1. 「疾風篇」2008年9月12日第1刷発行（同日発売[12]）、ISBN 978-4-06-276151-2
  2. 「暴風篇」2008年11月14日第1刷発行（同日発売[13]）、ISBN 978-4-06-276208-3
  3. 「旋風篇」2009年1月15日第1刷発行（同日発売[14]）、ISBN 978-4-06-276249-6
  4. 「烈風篇」2017年4月14日発売[15]、ISBN 978-4-06-293629-3
  5. 「凄風篇」2017年5月16日発売[16]、ISBN 978-4-06-293656-9

### 漫画
- 田中芳樹（著） / ガンテツ（作画） 『タイタニア』 講談社〈シリウスKC〉、全9巻
  1. 2008年9月22日初版発行（同日発売[17]）、ISBN 978-4-06-373137-8
  2. 2009年2月23日初版発行（同日発売[18]）、ISBN 978-4-06-373158-3
  3. 2009年6月23日初版発行（同日発売[19]）、ISBN 978-4-06-373177-4
  4. 2009年10月23日初版発行（同日発売[20]）、ISBN 978-4-06-373193-4
  5. 2010年6月23日初版発行（同日発売[21]）、ISBN 978-4-06-376220-4
  6. 2011年2月9日初版発行（同日発売[22]）、ISBN 978-4-06-376254-9
  7. 2011年7月8日初版発行（同日発売[23]）、ISBN 978-4-06-376273-0
  8. 2011年11月9日初版発行（同日発売[24]）、ISBN 978-4-06-376306-5
  9. 2011年12月9日初版発行（同日発売[25]）、ISBN 978-4-06-376313-3

## テレビアニメ
2008年3月にアニメ化が発表され、『TYTANIA -タイタニア-』のタイトルで、NHK-BS2の「衛星アニメ劇場」にて、2008年10月より2009年3月まで放送された。全26回。原作2巻までに相当する内容で、ザーリッシュ横死までの物語をオリジナルのエピソードを交えつつ描く。その後、NHK総合テレビにて2009年4月から放送された。DVDとBDが各2話収録の全13巻で発売されている。
当時は原作が未完であったため、アニメ版も一応の区切りはついてはいるものの、やはり未完である。監督の石黒昇は、講談社文庫版「疾風篇」あとがきにおいて、原作が未完のままアニメ化するのは不本意であり、原作完結の暁には改めてアニメ化したいと発言していたが、2012年3月に死去して実現は果たせなかった。

### スタッフ
- 原作 - 田中芳樹[27]
- 監督 - 石黒昇[27]
- シリーズ構成 - 金巻兼一[27]（1話 - 13話）、岸間信明（14話 - 26話）
- チーフディレクター - 伊藤浩二[27]
- キャラクター原案 - 美樹本晴彦[27]
- キャラクターデザイン - 杉光登[27]
- ゲストキャラクターデザイン - 明珍宇作
- メカニックデザイン - 宮武一貴[27]、伊藤浩二
- 小物デザイン - ゆづか正成
- 美術監督 - 河合泰利[27]
- 色彩設計 - 山崎朋子[27]
- 撮影監督 - 大西博[27]
- 編集 - 村井秀明、藤本理子
- 音楽 - 高木洋
- 音響監督 - 明田川進[27]
- アニメーションプロデューサー - 渡辺秀信、村岡康成
- プロデューサー - 松井智、近藤栄三、菊川幸夫
- アニメーション制作 - アートランド[27]
- 製作 - TYTANIA26PARTNERS[27]（ハピネット、総合ビジョン、国際メディア・コーポレーション、ソニーPCL、らいとすたっふ、コロムビアミュージックエンターテインメント、イー・イー・ジェイ、講談社、スリーライトホールディングス）

### 主題歌
主題歌の背景に流れるアニメーションは作中の二大勢力をオープニングとエンディングでそれぞれフィーチャーすると言う、『銀河英雄伝説』と同じ手法を取っている。
オープニングテーマ「あの宇宙（そら）を、征け」
作詞・作曲 - 高取ヒデアキ / 編曲 - 高木洋 / 歌 - 錦織健 / 指揮 - 竹本泰蔵 / 演奏 - 神奈川フィルハーモニー管弦楽団
アンセム調の主題歌で、テノール歌手の錦織健がフルオーケストラをバックに歌い上げる。アニメーションはタイタニア五家族当主（アジュマーンと四公爵）をフィーチャーしており、タイタニアの威光を示すような内容となっている。
エンディングテーマ「LOST IN SPACE」
作詞・作曲 - YOFFY / 編曲 - 大石憲一郎 / 歌・演奏 - サイキックラバー
オープニングとは対照的にヒューリックとリラを中心とした反タイタニア勢力（実際は「正直じいさん」号一行）をフィーチャーしている。

### 各話リスト
| 話数 | サブタイトル                   | 脚本         | 絵コンテ          | 演出                | 作画監督                            |
| ---- | ------------------------------ | ------------ | ----------------- | ------------------- | ----------------------------------- |
| 1    | ケルベロスの戦い               | 鈴木雅詞     | 石黒昇            | 金田貞徳            | 高野和史 小関雅                     |
| 2    | 天の城（ウラニボルグ）の四公爵 | 川崎ヒロユキ | 伊藤浩二          | 安藤健              | 桜井このみ                          |
| 3    | 英雄の条件                     | 金巻兼一     | よこた和          | 又野弘道            | 小山知洋                            |
| 4    | リラの決心                     | 金巻兼一     | 伊藤浩二          | 中野英明            | 飯飼一幸                            |
| 5    | 憧れと、誇りと                 | 金巻兼一     | なかの陽          | 玉田博              | 南伸一郎                            |
| 6    | シラクサ星域会戦               | 鈴木雅詞     | うえだひでひと    | 三家本泰美          | 雨宮英雄 服部森樹朗                 |
| 7    | 流星の旗のもとに               | 鈴木雅詞     | 二瓶勇一          | 金田貞徳            | 緒方美枝子 猿渡聖加                 |
| 8    | ふたつの出会い                 | 鈴木雅詞     | なかの陽          | 安藤健              | 桜井このみ                          |
| 9    | 小さな風                       | 金巻兼一     | 伊藤浩二          | 新田義方            | 飯飼一幸                            |
| 10   | エウリヤ崩壊                   | 鈴木雅詞     | よこた和          | 田中智也            | 小山知洋                            |
| 11   | ヒューリックの決意             | 鈴木雅詞     | うえだひでひと    | 高田昌宏            | 南伸一郎                            |
| 12   | エーメンタール潜入             | 金巻兼一     | 伊藤浩二 河村明夫 | 金田貞徳            | 緒方美枝子 田中正之 氏家嘉宏 有澤寛 |
| 13   | 終わりと始まり                 | 鈴木雅詞     | 二瓶勇一          | 三家本泰美          | 雨宮英雄                            |
| 14   | リュテッヒの動乱               | 岸間信明     | 矢吹勉            | 山口頼房            | 桜井このみ 岡本達明                 |
| 15   | 一粒の麦のごとく               | 岸間信明     | 伊藤浩二          | 新田義方            | 飯飼一幸                            |
| 16   | 反撃の烽火                     | 山下憲一     | よこた和          | 田中智也            | 山崎展義                            |
| 17   | 高すぎた身代金                 | 山下憲一     | 高柳哲司          | 高田昌宏            | 南伸一郎                            |
| 18   | 監獄衛星クロノス               | 岸間信明     | 二瓶勇一          | 中智仁              | 馬場竜一                            |
| 19   | ラドモーズ事件                 | 山下憲一     | うえだひでひと    | 金田貞徳            | 田中正之 猿渡聖加                   |
| 20   | クロノス強襲                   | 岸間信明     | 高柳哲司          | 五月女有作 近藤一英 | 内野明男 渡辺伸弘                   |
| 21   | エスタールの邂逅               | 山下憲一     | よこた和          | 安藤健              | 松岡謙治 岡本達明                   |
| 22   | 野望のプレリュード             | 岸間信明     | 二瓶勇一          | 依田正彦            | 依田正彦                            |
| 23   | 砂漠の鼠                       | 山下憲一     | うえだひでひと    | 田中智也            | 山崎展義                            |
| 24   | オネストオールドマン           | 岸間信明     | 高柳哲司          | 高田昌宏            | 南伸一郎                            |
| 25   | 熱砂の激闘                     | 山下憲一     | 矢吹勉 二瓶勇一   | 神原敏昭            | 飯飼一幸 酒井智史                   |
| 26   | 終幕の鎮魂歌（レクイエム）     | 岸間信明     | 伊藤浩二          | 金田貞徳            | 田中正之 馬場竜一 宇津木勇          |

### 放送局
| 放送地域 | 放送局        | 放送期間                      | 放送日時                                                                  | 備考                 |
| -------- | ------------- | ----------------------------- | ------------------------------------------------------------------------- | -------------------- |
| 日本全域 | NHK BS2       | 2008年10月9日 - 2009年3月26日 | 木曜 23:32 - 23:57 2009年3月5日より 木曜 23:02 - 23:57 同日二話放送に変更 | 『衛星アニメ劇場』枠 |
| 日本全域 | NHK総合テレビ | 2009年4月2日 - 2009年9月24日  | 木曜 24:45 - 25:10                                                        | 『衛星アニメ劇場』枠 |

| NHK BS2 衛星アニメ劇場 木曜23:32 - 23:57枠       | NHK BS2 衛星アニメ劇場 木曜23:32 - 23:57枠 | NHK BS2 衛星アニメ劇場 木曜23:32 - 23:57枠                   |
| 前番組                                           | 番組名                                     | 次番組                                                       |
| ------------------------------------------------ | ------------------------------------------ | ------------------------------------------------------------ |
| アリソンとリリア                                 | TYTANIA -タイタニア-                       | ER緊急救命室 第13シーズン ※アニメ枠は日曜23:29 - 23:54に移動 |
| NHK総合テレビ 衛星アニメ劇場 木曜24:45 - 25:10枠 |                                            |                                                              |
| （アニメ枠未開設）                               | TYTANIA -タイタニア-                       | グイン・サーガ                                               |